# Laurier (série télévisée)
Pour les articles homonymes, voir Laurier.
Laurier est une mini-série biographique québécoise en trois épisodes de 93 minutes et d'un épisode de 75 minutes diffusée du 4 au 7 janvier 1987 à la Télévision de Radio-Canada, relatant la vie de Wilfrid Laurier.

## Fiche technique
- Scénariste : Louis-Georges Carrier et André Dubois
- Réalisation : Louis-Georges Carrier
- Société de production : Société Radio-Canada

## Distribution
- Albert Millaire : Sir Wilfrid Laurier
- Monique Miller : Zoé Lafontaine
- Louise Marleau : Émilie Barthes
- Jean-René Ouellet : Henri Bourassa
- Jean-Louis Millette : Joseph-Israël Tarte
- Serge Turgeon : William Stevens Fielding
- Jean-Jacques Blanchet : Mowatt
- Charlotte Boisjoli : Reine Victoria
- Jean Brousseau : Ernest Lapointe
- Jean-Raymond Châles : Ernest Pacaud
- Denyse Chartier : Emma Gauthier
- Michel Daigle : Winters
- Thomas Donohue : Clifford Sifton
- Michel Dumont : Sir Robert Laird Borden
- Jean Fontaine : Mgr Bourne
- Alain Fournier : Omer Héroux
- Ronald France : Dr Poisson
- Daniel Gadouas : Armand Lavergne
- Jacques Galipeau : Edward Blake
- Pierre Gobeil : Père Suzon
- Marjolaine Hébert : Phéobé Gauthier
- Paul Hébert : Père Lacombe
- Jean Lajeunesse : Dr Séraphin Gauthier
- Roger Lebel : Sir Richard J. Cartwright
- Raymond Legault : François Leduc
- Jean-Marie Lemieux : Rodolphe Lemieux
- Hubert Loiselle : Knowies
- Hélène Loiselle : Sarah Bernhardt
- Jacques Lussier : Charles Leduc
- Jean Marchand : Laurent-Olivier David
- Guy Nadon : Narrateur
- Robert Parson : Olivar Asselin
- Gilles Pelletier : Sam Hugues
- Gérard Poirier : Mgr Laflèche
- Gilles Provost : Bowell
- Guy Provost : Édouard Pacaud
- Pascal Rollin : Chamberlain
- Jean-Louis Roux : Mgr Paul Bruchési
- Marcel Sabourin : Joseph Lavergne
- Suzanne Salter : Albani
- Jacques Stany : Léon XIII
- François Tassé : Cardinal Vanutelli
- Robert Toupin : William Lyon Mackenzie King
- Gisèle Trépanier : Julie Leduc

## Récompenses
- Prix Gémeaux 1987 - Meilleurs costumes émission ou série toutes catégories : Michel Robidas et Renée Tardif